# Ghiacciaio Plummet
Il ghiacciaio Plummet è un ghiacciaio lungo circa 5 km situato nella zona occidentale dei colli Kukri, nella regione centro-occidentale della Dipendenza di Ross, in Antartide. Il ghiacciaio, il cui punto più alto si trova a circa 1600 m s.l.m., si trova in particolare a ovest del ghiacciaio Borns e fluisce verso nord, partendo dal versante settentrionale di una cresta montuosa situata a ovest del circo Eyeglass e scorrendo lungo il versante sud-orientale della valle di Taylor fino a unire il proprio flusso a quello del ghiacciaio Taylor.

## Storia
Il ghiacciaio Plummet è stato scoperto e mappato dalla squadra occidentale della spedizione Terra Nova, condotta dal 1910 al 1913 e comandata dal capitano Robert Falcon Scott, ma è stato così battezzato solo nel 1993 dal Comitato neozelandese per i toponimi antartici in virtù della sua forma, che ricorda quella di un piombino da filo a piombo ("plummet" in inglese).